# Birgit Birnbacher

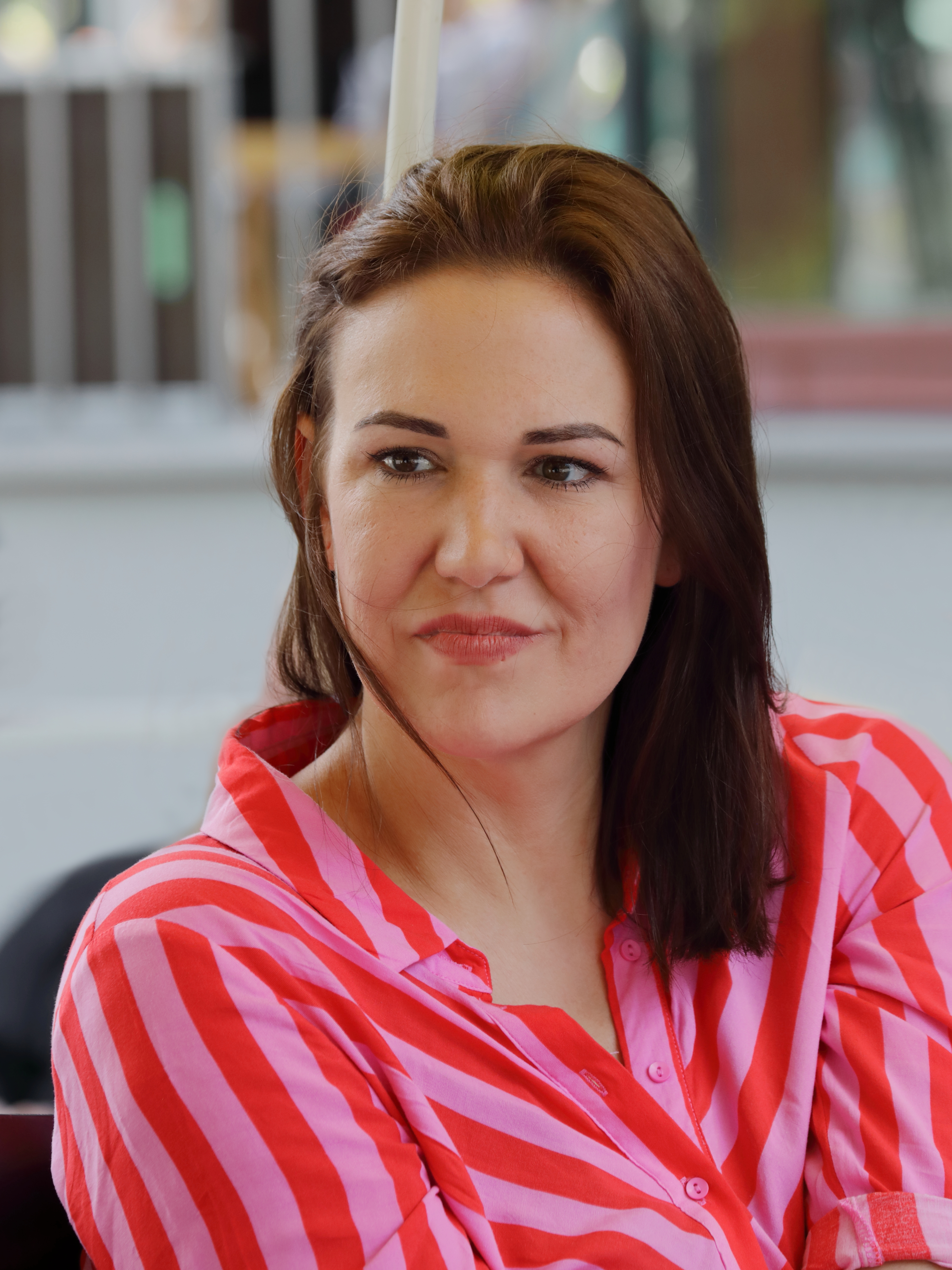
Birgit Birnbacher 2024

Birgit Birnbacher (* 1985 in Schwarzach im Pongau) ist eine österreichische Schriftstellerin.

## Leben
Birnbacher brach früh die Schule ab, lernte einige Berufe und ging für eine Weile zur Freiwilligenarbeit nach Äthiopien und Indien. Später holte sie ihre Matura nach und studierte Soziologie und Sozialwissenschaften. Sie arbeitete bis 2018 als Sozialarbeiterin und Soziologin in der Gemeinwesen- und Quartiersarbeit. Zeitgleich begann sie, literarisch zu schreiben und ab 2012 auch zu veröffentlichen.

## Autorentätigkeit
Birnbacher erhielt für erste Veröffentlichung viel Aufmerksamkeit und mehrere Preise, u. a. den Rauriser Förderungspreis, den Theodor Körner Förderpreis und den Autorenpreis des Irseer Pegasus. Ihr Romandebüt "Wir ohne Wal" erschien 2016 bei Jung und Jung und wurde vor allem für die gegenwärtige Sprache und den eigenwilligen Sound gelobt. Inhaltlich verhandelt "Wir ohne Wal" bereits, was Birnbacher später thematisch weiter verfolgen wird: Themen rund um soziale Zugehörigkeit, Ausgrenzung und Teilhabe: "Es ist erstaunlich, wie es der Autorin gelingt, unterschiedliche Grade an emotionaler Beteiligung, Brüche, Sprünge und Komik zu erzeugen, ohne den mitreißenden Fluss des markant rhythmisierten Parlandos und die spürbare Energie des eigenwilligen Sounds zu verlieren, der die Leser in die Erzählsituation hineinzieht."
Ihr zweiter Roman Ich an meiner Seite handelt von einem haftentlassenen Jugendlichen. Für den Roman verwendet Birnbacher die wahre Lebensgeschichte eines jungen Mannes. Der Roman landete im März 2020 auf der SWR Bestenliste (Platz 2), sowie im Mai 2020 auf Platz eins der ORF-Bestenliste, und wurde für den Deutschen Buchpreis nominiert (Longlist). Im Feuilleton wurde vor allem die lakonische Sprache und der nüchtern-humorvolle Stil gelobt. Paul Jandl schrieb in der NZZ: „Ich an meiner Seite‘ ist ein tragikomischer Spass, der seine Pirouetten immer so setzt, dass man auf dem falschen Fuss erwischt wird. Bei aller sozialen Härte, die der Roman nicht zu erwähnen vergisst, gibt es auch eine beinahe utopische Botschaft (...).“
Im Februar 2023 erschien ihr dritter Roman Wovon wir leben. Die Protagonistin des Romans ist eine lungenkranke Frau in einem Pflegeberuf, die arbeitsunfähig und gekündigt wird. Thematisch behandelt der Roman patriarchale Strukturen im österreichischen Innergebirg, von wo auch Birnbacher selbst herkommt. "Wenn eine Frau ausfällt, muss eine andere herhalten. So geht das Rezept zur alten und ewigen Suppe", ist einer der vielzitierten Sätze aus dem Buch, dessen Hauptthema gegenwärtige Arbeitswelten, Generationenkonflikte und Geschlechterrollen sind. Im deutschsprachigen Feuilleton wurde "Wovon wir leben" breit besprochen. Beispielsweise schrieb P. Teuwsen in der NZZ: "Einer der präzisesten und intensivsten Romane dieses Bücherjahres. Die Sprache ist von einer Lakonie, in der ein Feuer lodert. "Wovon wir leben" wurde 2023 für den Österreichischen Buchpreis nominiert und erlangte Plätze auf der ORF- und der SWR-Bestenliste.
Ihre Bücher wurden in mehreren Sprachen übersetzt.

## Privates
Birgit Birnbacher lebt mit ihrer Familie als freie Schriftstellerin in Salzburg.

## Werke (Auswahl)
- Die Tant´. Anthologie zum Schreibwettbewerb Zürich. Museumsgesellschaft, Literaturhaus Zürich, Zürich, 2012.[26]
- Mal lichterloh, mal wasserblau. Edition Tandem Verlag, Salzburg, 2013.
- Ein Badewasserrest. Rauriser Förderungspreis. In: SALZ, Zeitschrift für Literatur, 159. Salzburg, 2015.[27]
- Zwei Jahre. In: konzepte. Zeitschrift für Literatur, 35. Neu-Ulm, 2015.
- aber wir. In: Beziehung.Krisen.Herd. Anthologie zum Münchner Kurzgeschichtenwettbewerb. Louisoder. München, 2016.
- Rote Riesen. In: Lichtungen. Zeitschrift für Literatur, Kunst und Zeitkritik, 144. Graz, 2015.
- Wir ohne Wal. Roman. Jung und Jung Verlag, Salzburg/Wien. 2016, ISBN 978-3-99027-089-9.[28]
- Über Peter Laubichler. In: Menschen aus Salzburg. Anthologie, Hg. Arno Kleibel, Jochen Jung. Otto Müller Verlag, Salzburg 2016
- Häuser von oben. In: manuskripte. Zeitschrift für Literatur, 212, Graz, 2016.
- Funktionsjacken. In: 100xÖsterreich. Neue Essays aus Literatur und Wissenschaft. Hrsg. von Sommerer, Zeyringer, Uhl. Verlag Kremayr & Scheriau, Wien, 2018, ISBN 978-3-218-01131-0.
- Der Schrank, gelesen beim Ingeborg-Bachmann-Preis 2019.
- Ich an meiner Seite, Roman, Zsolnay Verlag, Wien 2020, ISBN 978-3-552-05988-7
- Wovon wir leben, Roman. Zsolnay Verlag, Wien 2023, ISBN 978-3-552-07335-7

## Auszeichnungen
- 2015: Rauriser Förderungspreis[27]
- 2015: Autorenpreis Irseer Pegasus[29]
- 2015: Startstipendium Literatur des BKA[30]
- 2016: Theodor-Körner-Förderpreis[31]
- 2016: Literaturpreis der Jürgen Ponto-Stiftung[31]
- 2017: Shortlist zum Rauriser Literaturpreis[32]
- 2017: Finalistin zum Alpha Literaturpreis[33]
- 2018: Jahresstipendium Land Salzburg
- 2018/19: Projektstipendium Literatur BKA
- 2019: Ingeborg-Bachmann-Preis
- 2020: Nominierung Deutscher Buchpreis (Longlist)
- 2021: Buchpreis der Salzburger Wirtschaft[34]
- 2023: Projektstipendium BKA[35]
- 2023: Nominierung zum Österreichischen Buchpreis für Wovon wir leben[36]
- 2023: Bruno-Kreisky-Preis für das politische Buch; Sonderpreis Arbeitswelten Bildungswelten für Wovon wir leben[37]
- 2024: Pèter Horvath Literaturpreis, Literaturhaus Stuttgart[38]